# Kantatie 86
La Kantatie 86 (in svedese Stamväg 86) è una strada principale finlandese. Ha inizio a Kannus e si dirige verso nord-est, verso Oulu, dove si conclude dopo 124 km nei pressi di Liminka.

## Percorso
La Kantatie 86 attraversa i comuni di Sievi, Ylivieska, Oulainen, Raahe e Siikajoki.